# Torneo Apertura 2018 (Panamá)
EL Torneo Apertura 2018, oficialmente por motivo de patrocinio Liga Cable Onda LPF Apertura 2018 fue la XLVIX edición del torneo de la Liga Panameña de Fútbol siendo el inicio de la temporada 2018-2019.
El Campeón del torneo fue el Tauro FC y automáticamente se clasificó a las competiciones regionales para la próxima temporada, para la Liga Concacaf 2019.

## Cambios
- El Chorrillo Fútbol Club cambio de nombre a Club Deportivo Universitario, con sede en Penonomé.
- El formato de torneo cambia añadiendo una ronda de Play Offs y disputando un total de 97 partidos.
- A partir de este torneo clasifican 6 equipos a la segunda ronda.

## Sistema de competición
Como en temporadas precedentes, consta de un grupo único integrado por 10 clubes de toda la geografía panameña. Siguiendo un sistema de liga, los 10 equipos se enfrentaran todos contra todos en dos ocasiones —una en campo propio y otra en campo contrario— sumando un total de 18 jornadas. El orden de los encuentros se decidirá por sorteo antes de empezar la competición.

### Fase Play Off y Semifinal
Constará de 6 clubes, los 2 primeros clubes calificaran directamente a las semifinales, mientras los 4 siguientes pasarán a disputar un partido directo de Play offs (3° vs 6°) (4° vs
5°) los partidos se jugarán a 90 minutos reglamentarios, de haber empate al finalizar los mismos, se jugarán 2 tiempos agregados de 15 minutos cada uno y de persistir el empate nos iríamos a tiros desde el punto penal, los equipos ganadores de estos partidos para esta fase del torneo serán reubicados de acuerdo con el lugar que ocupen en la tabla al término de la jornada 18, con el puesto del número #1 al club mejor clasificado, y así hasta el número # 6.
Los partidos en esta fase se desarrollarán a visita recíproca (ida y vuelta) en las semifinales, en cuanto la final será a partido único.
Los clubes vencedores en los partidos de semifinal serán aquellos que en los dos juegos anoten el mayor número de goles. De existir empate en el número de goles anotados, la posición se definirá a favor del club con mayor cantidad de goles a favor cuando se defina la tanda desde el punto penal.

### Fase Final
El Club vencedor de la Final y por lo tanto Campeón, será aquel que en el partido anote el mayor número de goles. Si al término del tiempo reglamentario el partido está empatado, se agregarán dos tiempos extras de 15 minutos cada uno. De persistir el empate en estos periodos, se procederá a lanzar tiros penales hasta que resulte un vencedor.

### Clasificación para competencias internacionales
La CONCACAF otorga a la Liga Panameña de Fútbol tres plazas de clasificación para las competencias continentales de la temporada 2019-20, que se distribuirán de la siguiente forma:
- Panamá 1 (PAN 1): Clasificado directamente a disputar la Liga de Campeones.
- Panamá 2 (PAN 2) y Panamá 3 (PAN 3): Clasificados a la Liga CONCACAF.

### Derechos televisivos
Los partidos de la Liga Panameña de Fútbol son transmitidos por TV abierta por las plataformas RPC TV y TVMax. En televisión paga o televisión por cable es transmitido por Cable Onda Sports.
De esta forma son transmitidos cuatro de los cinco partidos por jornada de la Liga.

## Arbitraje
A continuación se mencionarán los árbitros que estarán presentes en el campeonato:
| - Abdiel González - Albis González - Ameth Sánchez (2014) - Óliver Vergara - José Kellys (2015) - John Pittí (2012) - Luis Aguilar - Martín Carrasquilla - Ricardo Lay - Gurmencindo Batista - Jorge Negrón |

## Ascenso y descenso
| Pos | Descendido de Liga Cable Onda |
| --- | ----------------------------- |
| 10º | SD Atlético Veragüense        |

| Pos | Ascendido de Liga Ascenso LPF |
| --- | ----------------------------- |
| 1º  | Costa del Este FC             |

## Equipos

### Equipos participantes
| Equipo         | Entrenador       | Ciudad                    | Estadio                         | Capacidad | Fundación      | Patrocinador                 | Uniforme |
| -------------- | ---------------- | ------------------------- | ------------------------------- | --------- | -------------- | ---------------------------- | -------- |
| Alianza        | Jair Palacios    | Juan Díaz, Panamá         | Cancha Cascarita Tapia          | 900       | 1963 (62 años) | Balboa Cemento Interoceanico | Keuka    |
| Costa del Este | Ángel Sánchez    | Costa del Este, Panamá    | Rommel Fernández                | 32 000    | 2008 (16 años) |                              | Umbro    |
| Plaza Amador   | Jorge Santos     | CD Universitari, Panamá   | Maracaná de Panamá              | 5 500     | 1955 (70 años) | Balboa                       | Umbro    |
| Universitario  | Julio Medina     | Penonomé, Coclé           | Maracaná (Solo por este torneo) | 5 500     | 2018 (7 años)  | McDonald's                   | Lotto    |
| Independiente  | Donaldo González | La Chorrera, Panamá Oeste | Agustín Muquita Sánchez         | 3 040     | 1982 (42 años) | ECO MODA                     | Everlast |
| Árabe Unido    | José Pérez       | Ciudad de Colón           | Armando Dely Valdés             | 1 221     | 1994 (31 años) | PCCP AguAseo Pizza Hut       | Kelme    |
| San Francisco  | Sergio Angulo    | La Chorrera, Panamá Oeste | Agustín Muquita Sánchez         | 3 040     | 1971 (53 años) | KFC Banco General            | Puma     |
| Sporting SM    | Dorians López    | San Miguelito, Panamá     | Cancha Cascarita Tapia          | 900       | 1989 (36 años) | Andes Mall                   | FB Sport |
| Santa Gema     | José A. Torres   | Arraiján, Panamá Oeste    | Agustín Muquita Sánchez         | 3 040     | 1983 (42 años) | PSA Panamá                   | Kelme    |
| Tauro          | Saúl Maldonado   | Ciudad de Panamá          | Rommel Fernández                | 32 000    | 1984 (40 años) | Caja de Ahorros              | Patrick  |

### Equipos por provincias
| Provincia    | N.º | Equipos                                                                      |
| ------------ | --- | ---------------------------------------------------------------------------- |
| Panamá       | 5   | Alianza FC Costa del Este FC CD Plaza Amador Sporting San Miguelito Tauro FC |
| Panamá Oeste | 3   | Atlético Independiente San Francisco FC Santa Gema FC                        |
| Coclé        | 1   | CD Universitario                                                             |
| Colón        | 1   | CD Árabe Unido                                                               |
| Total        | 10  |                                                                              |

### Cambios de entrenadores
| Equipo        | Entrenador (jornadas)                              |
| ------------- | -------------------------------------------------- |
| Tauro         | Juan Carlos García (1-7) Saúl Maldonado (8-Final)  |
| Árabe Unido   | Carlos Ruíz (1-8) José Pérez (9-Semifinal)         |
| San Francisco | Andrés Domínguez (1-8) Sergio Angulo (9-Semifinal) |
| Universitario | Oscar Upegui (1-8) Julio Medina (9-18)*            |
| Sporting SM   | Noel Gutiérrez (1-8) Dorians López (9-18)*         |

(*) Entrenador interino.

## Clasificación
|     | Equipos                | PJ | PG | PE | PP | GF | GC | Dif. | Pts. |
| --- | ---------------------- | -- | -- | -- | -- | -- | -- | ---- | ---- |
| 1.  | Costa del Este         | 18 | 7  | 8  | 3  | 18 | 12 | 6    | 29   |
| 2.  | Árabe Unido            | 18 | 8  | 4  | 6  | 18 | 17 | -1   | 28   |
| 3.  | Tauro                  | 18 | 7  | 6  | 5  | 33 | 20 | 13   | 27   |
| 4.  | Plaza Amador           | 18 | 6  | 7  | 5  | 15 | 14 | 1    | 25   |
| 5.  | San Francisco          | 18 | 7  | 4  | 7  | 19 | 19 | 0    | 25   |
| 6.  | Alianza                | 18 | 5  | 8  | 5  | 16 | 17 | -1   | 22   |
| 7.  | Santa Gema             | 18 | 5  | 7  | 6  | 20 | 24 | -4   | 21   |
| 8.  | Universitario          | 18 | 5  | 6  | 7  | 18 | 23 | -5   | 21   |
| 9.  | Independiente          | 18 | 5  | 7  | 6  | 20 | 22 | -2   | 20   |
| 10. | Sporting San Miguelito | 18 | 3  | 8  | 7  | 17 | 26 | -9   | 17   |

|  | Clasificado directamente a las semifinales. |
|  | Clasificados al partido eliminatorio.       |

- Nota: Los clubes Alianza FC (6°) y Santa Gema FC (7°) fueron sancionados con la resta de un punto en la clasificación, luego de los hechos realizados en el partidos de la Jornada 18 disputada entre ambos.

## Evolución de la clasificación
| Costa del Este                                | 8  | 8  | 8  | 8  | 4  | 2  | 3  | 5  | 5*  | 3* |    |    | 1  | 1  | 1  | 1  | 1  | 1  |
| Árabe Unido                                   | 1  | 4  | 4  | 5  | 6  | 8  | 9  | 10 | 10* | 9* |    |    |    |    |    | 5  |    | 2  |
| Tauro                                         | 6  | 6  | 7  | 10 | 10 | 10 | 10 | 8  | 8*  | 7* |    |    |    |    | 3  |    |    | 3  |
| San Francisco                                 | 3  | 1  | 2  | 1  | 2  | 3  | 5  | 6  | 6*  | 8* |    |    |    |    | 7  | 4  |    | 4  |
| Plaza Amador                                  | 4  | 5  | 6  | 7  | 7  | 6  | 4  | 3  | 2   | 1  |    |    | 2  | 2  |    |    |    | 5  |
| Alianza                                       | 9  | 9  | 10 | 9  | 8  | 4  | 2  | 2  | 3   | 4  |    |    |    |    | 8  | 7  | 7  | 6  |
| Santa Gema                                    | 5  | 2  | 1  | 2  | 1  | 1  | 1  | 1  | 1   | 2  |    |    |    |    |    | 6  | 6  | 7  |
| Universitario                                 | 10 | 10 | 9  | 3  | 3  | 5  | 7  | 7  | 7*  | 6* |    |    |    |    |    | 9  |    | 8  |
| Independiente                                 | 7  | 7  | 5  | 6  | 9  | 9  | 6  | 4  | 4*  | 5* |    |    |    |    | 5  | 8  |    | 9  |
| Sporting SM                                   | 2  | 3  | 3  | 4  | 5  | 7  | 8  | 9  | 9   | 10 | 10 | 10 | 10 | 10 | 10 | 10 | 10 | 10 |
| Última actualización:25 de septiembre de 2018 |    |    |    |    |    |    |    |    |     |    |    |    |    |    |    |    |    |    |

## Resumen de Resultados
| Local\Visitante | ALZ   | DAU   | CAI   | CDE   | CDU   | PLA   | SFC   | STG   | SPO   | TAU   |
| ALZ             |       | 0-2   | -     | -     | -     | 0-0   | 1-0   | -     | -     | -     |
| DAU             | -     |       | -     | 0 - 0 | -     | -     | -     | 2 - 2 | 1 - 1 | -     |
| CAI             | 0 - 0 | -     |       | -     | -     | -     | -     | -     | -     | -     |
| CDE             | -     | -     | 1 - 2 |       | -     | -     | -     | 0 - 1 | -     | 0 - 0 |
| CDU             | -     | 1 - 0 | -     | -     |       | 0 - 0 | -     | -     | 0 - 2 | -     |
| PLA             | -     | -     | 1 - 0 | 1 - 1 | -     |       | 0 - 1 | -     | -     | -     |
| SFC             | -     | -     | 1 - 2 | -     | -     | -     |       | -     | -     | -     |
| STG             | -     | -     | -     | -     | 2 - 1 | -     | -     |       | 1 - 1 | 2 - 1 |
| SPO             | -     | -     | 1 - 1 | -     | -     | -     | 1 - 2 | -     |       | -     |
| TAU             | 2 - 2 | -     | -     | -     | 1 - 2 | -     | 1 - 2 | -     | -     |       |

|  | Victoria del conjunto local     |
|  | Empate                          |
|  | Victoria del conjunto visitante |

## Resultados
Jornadas Ida
| Jornada 1         | Jornada 1                                                  | Jornada 1              | Jornada 1              | Jornada 1   | Jornada 1 | Jornada 1    |
| Local             | Resultado                                                  | Visitante              | Estadio                | Fecha       | Hora      | Espectadores |
| ----------------- | ---------------------------------------------------------- | ---------------------- | ---------------------- | ----------- | --------- | ------------ |
| Tauro             | 1 – 2 Archivado el 30 de julio de 2018 en Wayback Machine. | San Francisco          | Rommel Fernández       | 27 de julio | 21:00     | 1.305        |
| Alianza           | 0 – 2 Archivado el 30 de julio de 2018 en Wayback Machine. | Árabe Unido            | Cancha Cascarita Tapia | 28 de julio | 18:00     | 555          |
| Universitario     | 0 – 2 Archivado el 30 de julio de 2018 en Wayback Machine. | Sporting               | Maracaná               | 28 de julio | 18:00     | 755          |
| Plaza Amador      | 1 – 0 Archivado el 30 de julio de 2018 en Wayback Machine. | Atlético Independiente | Maracaná               | 29 de julio | 18:00     | 1.068        |
| Costa del Este    | 0 – 1 Archivado el 30 de julio de 2018 en Wayback Machine. | Santa Gema             | Rommel Fernández       | 29 de julio | 18:00     | 668          |
| Total de goles: 9 |                                                            |                        |                        |             |           |              |

| Jornada 2          | Jornada 2                                                  | Jornada 2              | Jornada 2               | Jornada 2   | Jornada 2 | Jornada 2    |
| Local              | Resultado                                                  | Visitante              | Estadio                 | Fecha       | Hora      | Espectadores |
| ------------------ | ---------------------------------------------------------- | ---------------------- | ----------------------- | ----------- | --------- | ------------ |
| Árabe Unido        | 0 – 0 Archivado el 4 de agosto de 2018 en Wayback Machine. | Costa del Este         | Armando Dely Valdés     | 3 de agosto | 21:00     | 734          |
| Santa Gema         | 2 – 1 Archivado el 4 de agosto de 2018 en Wayback Machine. | Universitario          | Agustín Muquita Sánchez | 4 agosto    | 18:00     | 156          |
| Plaza Amador       | 0 – 1 Archivado el 4 de agosto de 2018 en Wayback Machine. | San Francisco          | Maracaná                | 4 agosto    | 18:00     | 1.228        |
| Sporting           | 1 – 1 Archivado el 4 de agosto de 2018 en Wayback Machine. | Atlético Independiente | Luis E. Cascarita Tapia | 4 agosto    | 18:00     | 477          |
| Tauro              | 2 - 2 Archivado el 4 de agosto de 2018 en Wayback Machine. | Alianza                | Luis E. Cascarita Tapia | 5 de agosto | 18:00     | 629          |
| Total de goles: 10 |                                                            |                        |                         |             |           |              |

| San Francisco     | 1 - 2 Archivado el 16 de agosto de 2018 en Wayback Machine. | Atlético Independiente | Agustín Muquita Sánchez    | 10 de agosto | 21:00 | 1.917 |
| Alianza           | 0 - 0 Archivado el 16 de agosto de 2018 en Wayback Machine. | Plaza Amador           | Luis E. Cascarita Tapia    | 11 agosto    | 18:00 | 486   |
| Santa Gema        | 1 - 1                                                       | Sporting               | Agustín Muquita Sánchez    | 11 agosto    | 18:00 | 374   |
| Universitario     | 1 - 0 Archivado el 16 de agosto de 2018 en Wayback Machine. | Árabe Unido            | Rommel Fernández Gutiérrez | 12 de agosto | 15:30 | 430   |
| Costa del Este    | 0 - 0 Archivado el 16 de agosto de 2018 en Wayback Machine. | Tauro                  | Rommel Fernández Gutiérrez | 12 de agosto | 18:00 | 998   |
| Total de goles: 6 |                                                             |                        |                            |              |       |       |

| Jornada 4              | Jornada 4                                                   | Jornada 4      | Jornada 4                  | Jornada 4    | Jornada 4 | Jornada 4    |
| Local                  | Resultado                                                   | Visitante      | Estadio                    | Fecha        | Hora      | Espectadores |
| ---------------------- | ----------------------------------------------------------- | -------------- | -------------------------- | ------------ | --------- | ------------ |
| Árabe Unido            | 2 - 2                                                       | Santa Gema     | Armando Dely Valdés        | 17 de agosto | 20:00     | 758          |
| Tauro                  | 1 - 2 Archivado el 16 de agosto de 2018 en Wayback Machine. | Universitario  | Rommel Fernández Gutiérrez | 17 de agosto | 20:00     | 745          |
| Plaza Amador           | 1 - 1 Archivado el 16 de agosto de 2018 en Wayback Machine. | Costa del Este | Maracaná                   | 18 de agosto | 18:00     | 691          |
| Atlético Independiente | 0 - 0 Archivado el 16 de agosto de 2018 en Wayback Machine. | Alianza        | Agustín Muquita Sánchez    | 18 de agosto | 18:00     | 365          |
| Sporting               | 1 - 2                                                       | San Francisco  | Luis E. Cascarita Tapia    | 19 agosto    | 18:00     | 611          |
| Total de goles: 12     |                                                             |                |                            |              |           |              |

| Jornada 5         | Jornada 5                                                                                               | Jornada 5              | Jornada 5                  | Jornada 5    | Jornada 5 | Jornada 5    |
| Local             | Resultado                                                                                               | Visitante              | Estadio                    | Fecha        | Hora      | Espectadores |
| ----------------- | --- | ---------------------- | -------------------------- | ------------ | --------- | ------------ |
| Árabe Unido       | 1 - 1 Archivado el 28 de agosto de 2018 en Wayback Machine.                                             | Sporting               | Armando Dely Valdés        | 25 de agosto | 18:00     | 420          |
| Universitario     | 0 - 0 Archivado el 28 de agosto de 2018 en Wayback Machine.                                             | Plaza Amador           | Maracaná                   | 25 de agosto | 18:00     | 1.026        |
| Alianza           | 1 - 0 (enlace roto disponible en Internet Archive; véase el historial, la primera versión y la última). | San Francisco          | Luis E. Cascarita Tapia    | 25 de agosto | 18:00     | 233          |
| Santa Gema        | 2 - 1 Archivado el 28 de agosto de 2018 en Wayback Machine.                                             | Tauro                  | Agustín Muquita Sánchez    | 26 de agosto | 18:00     | 253          |
| Costa del Este    | 1 - 2 Archivado el 28 de agosto de 2018 en Wayback Machine.                                             | Atlético Independiente | Rommel Fernández Gutiérrez | 26 de agosto | 18:00     | 563          |
| Total de goles: 9 | |                        |                            |              |           |              |

| Jornada 6              | Jornada 6                                                                                               | Jornada 6      | Jornada 6                  | Jornada 6       | Jornada 6 | Jornada 6    |
| Local                  | Resultado                                                                                               | Visitante      | Estadio                    | Fecha           | Hora      | Espectadores |
| ---------------------- | --- | -------------- | -------------------------- | --------------- | --------- | ------------ |
| San Francisco          | 1 - 2 Archivado el 28 de agosto de 2018 en Wayback Machine.                                             | Costa del Este | Agustín Muquita Sánchez    | 31 de agosto    | 21:00     | 825          |
| Plaza Amador           | 1 - 1 (enlace roto disponible en Internet Archive; véase el historial, la primera versión y la última). | Santa Gema     | Maracaná                   | 1 de septiembre | 18:00     | 455          |
| Atlético Independiente | 2 - 2 Archivado el 28 de agosto de 2018 en Wayback Machine.                                             | Universitario  | Agustín Muquita Sánchez    | 1 de septiembre | 18:00     | 229          |
| Tauro                  | 4 - 1 Archivado el 28 de agosto de 2018 en Wayback Machine.                                             | Árabe Unido    | Rommel Fernández Gutiérrez | 2 de septiembre | 18:00     | 1.130        |
| Sporting               | 0 - 1 (enlace roto disponible en Internet Archive; véase el historial, la primera versión y la última). | Alianza        | Luis E. Cascarita Tapia    | 2 de septiembre | 18:00     | 472          |
| Total de goles: 15     | |                |                            |                 |           |              |

| Jornada 7              | Jornada 7                                                   | Jornada 7      | Jornada 7               | Jornada 7       | Jornada 7 | Jornada 7    |
| Local                  | Resultado                                                   | Visitante      | Estadio                 | Fecha           | Hora      | Espectadores |
| ---------------------- | ----------------------------------------------------------- | -------------- | ----------------------- | --------------- | --------- | ------------ |
| Sporting               | 0 - 0 Archivado el 28 de agosto de 2018 en Wayback Machine. | Costa del Este | Luis E. Cascarita Tapia | 7 de septiembre | 20:00     | 476          |
| San Francisco          | 1 - 2 Archivado el 28 de agosto de 2018 en Wayback Machine. | Santa Gema     | Agustín Muquita Sánchez | 7 de septiembre | 21:00     | 828          |
| Atlético Independiente | 2 - 0 Archivado el 28 de agosto de 2018 en Wayback Machine. | Árabe Unido    | Agustín Muquita Sánchez | 8 de septiembre | 18:00     | 436          |
| Alianza                | 2 - 0 Archivado el 28 de agosto de 2018 en Wayback Machine. | Universitario  | Luis E. Cascarita Tapia | 8 de septiembre | 18:00     | 233          |
| Plaza Amador           | 2 - 1 Archivado el 28 de agosto de 2018 en Wayback Machine. | Tauro          | Maracaná                | 9 de septiembre | 18:00     | 2.322        |
| Total de goles:10      |                                                             |                |                         |                 |           |              |

| Jornada 8         | Jornada 8                                                       | Jornada 8              | Jornada 8                  | Jornada 8        | Jornada 8 | Jornada 8    |
| Local             | Resultado                                                       | Visitante              | Estadio                    | Fecha            | Hora      | Espectadores |
| ----------------- | --------------------------------------------------------------- | ---------------------- | -------------------------- | ---------------- | --------- | ------------ |
| Santa Gema        | 0 - 2 Archivado el 18 de septiembre de 2018 en Wayback Machine. | Atlético Independiente | Agustín Muquita Sánchez    | 14 de septiembre | 20:00     | 439          |
| Árabe Unido       | 0 - 1 Archivado el 18 de septiembre de 2018 en Wayback Machine. | Plaza Amador           | Armando Dely Valdés        | 14 de septiembre | 20:00     | 633          |
| Costa del Este    | 2 - 2 Archivado el 18 de septiembre de 2018 en Wayback Machine. | Alianza                | Rommel Fernández Gutiérrez | 15 de septiembre | 18:00     | 363          |
| San Francisco     | 0 - 1 Archivado el 18 de septiembre de 2018 en Wayback Machine. | Universitario          | Agustín Muquita Sánchez    | 15 de septiembre | 19:00     | 293          |
| Tauro             | 5 - 0 Archivado el 18 de septiembre de 2018 en Wayback Machine. | Sporting               | Rommel Fernández Gutiérrez | 16 de septiembre | 18:00     | 475          |
| Total de goles:14 |                                                                 |                        |                            |                  |           |              |

| Jornada 9         | Jornada 9                                                       | Jornada 9              | Jornada 9                  | Jornada 9        | Jornada 9 | Jornada 9    |
| Local             | Resultado                                                       | Visitante              | Estadio                    | Fecha            | Hora      | Espectadores |
| ----------------- | --------------------------------------------------------------- | ---------------------- | -------------------------- | ---------------- | --------- | ------------ |
| Santa Gema        | 2 - 0 Archivado el 22 de septiembre de 2018 en Wayback Machine. | Alianza                | Agustín Muquita Sánchez    | 19 de septiembre | 20:00     |              |
| Sporting          | 1 - 2 Archivado el 22 de septiembre de 2018 en Wayback Machine. | Plaza Amador           | Luis E. Cascarita Tapia    | 19 de septiembre | 21:00     |              |
| Árabe Unido       | 2 - 1 Archivado el 23 de septiembre de 2018 en Wayback Machine. | San Francisco          | Armando Dely Valdés        | 3 de octubre     | 20:00     |              |
| Tauro             | 1 - 3 Archivado el 22 de septiembre de 2018 en Wayback Machine. | Atlético Independiente | Rommel Fernández Gutiérrez | 3 de octubre     | 20:00     |              |
| Universitario     | 0 - 2 Archivado el 22 de septiembre de 2018 en Wayback Machine. | Costa del Este         | Maracaná                   | 4 de octubre     | 20:00     |              |
| Total de goles:14 |                                                                 |                        |                            |                  |           |              |

### Jornadas Vuelta
| Atlético Independiente | 1 - 2 Archivado el 22 de septiembre de 2018 en Wayback Machine. | Plaza Amador   | Agustín Muquita Sánchez | 21 de septiembre | 21:00 |  |
| San Francisco          | 2 - 3 Archivado el 22 de septiembre de 2018 en Wayback Machine. | Tauro          | Agustín Muquita Sánchez | 22 de septiembre | 21:00 |  |
| Santa Gema             | 1 - 2 Archivado el 22 de septiembre de 2018 en Wayback Machine. | Costa del Este | Agustín Muquita Sánchez | 23 de septiembre | 18:00 |  |
| Sporting               | 1 - 3 Archivado el 22 de septiembre de 2018 en Wayback Machine. | Universitario  | Cascarita Tapia         | 23 de septiembre | 18:00 |  |
| Árabe Unido            | 1 - 0 Archivado el 22 de septiembre de 2018 en Wayback Machine. | Alianza        | Armando Dely Valdés     | 23 de septiembre | 18:00 |  |
| Total de goles: 16     |                                                                 |                |                         |                  |       |  |

| Jornada 11             | Jornada 11                                                 | Jornada 11   | Jornada 11              | Jornada 11       | Jornada 11 | Jornada 11   |
| Local                  | Resultado                                                  | Visitante    | Estadio                 | Fecha            | Hora       | Espectadores |
| ---------------------- | ---------------------------------------------------------- | ------------ | ----------------------- | ---------------- | ---------- | ------------ |
| San Francisco          | 1 – 0 Archivado el 4 de agosto de 2018 en Wayback Machine. | Plaza Amador | Agustín Muquita Sánchez | 28 de septiembre | 21:00      |              |
| Atlético Independiente | 1 – 1 Archivado el 4 de agosto de 2018 en Wayback Machine. | Sporting     | Agustín Muquita Sánchez | 29 de septiembre | 18:00      |              |
| Alianza                | 0 - 1 Archivado el 4 de agosto de 2018 en Wayback Machine. | Tauro        | Luis E. Cascarita Tapia | 29 de septiembre | 20:00      |              |
| Universitario          | 1 – 1 Archivado el 4 de agosto de 2018 en Wayback Machine. | Santa Gema   | Maracaná                | 30 de septiembre | 18:00      |              |
| Costa del Este         | 2 – 0 Archivado el 4 de agosto de 2018 en Wayback Machine. | Árabe Unido  | Rommel Fernández        | 30 de septiembre | 18:00      |              |
| Total de goles: 8      |                                                            |              |                         |                  |            |              |

| Atlético Independiente | 1 - 1 Archivado el 22 de septiembre de 2018 en Wayback Machine. | San Francisco  | Agustín Muquita Sánchez | 6 de octubre | 18:00 |  |
| Plaza Amador           | 1 - 1 Archivado el 22 de septiembre de 2018 en Wayback Machine. | Alianza        | Maracaná                | 6 de octubre | 18:00 |  |
| Tauro                  | 1 - 1 Archivado el 22 de septiembre de 2018 en Wayback Machine. | Costa del Este | Rommel Fernández        | 6 de octubre | 19:00 |  |
| Árabe Unido            | 1 - 0 Archivado el 22 de septiembre de 2018 en Wayback Machine. | Universitario  | Armando Dely Valdés     | 6 de octubre | 20:00 |  |
| Sporting               | 1 - 1 Archivado el 22 de septiembre de 2018 en Wayback Machine. | Santa Gema     | Cascarita Tapia         | 7 de octubre | 18:00 |  |
| Total de goles: 9      |                                                                 |                |                         |              |       |  |

| Jornada 13         | Jornada 13                                                                                             | Jornada 13             | Jornada 13                 | Jornada 13    | Jornada 13 | Jornada 13   |
| Local              | Resultado                                                                                              | Visitante              | Estadio                    | Fecha         | Hora       | Espectadores |
| ------------------ | --- | ---------------------- | -------------------------- | ------------- | ---------- | ------------ |
| San Francisco      | 2 - 2                                                                                                  | Sporting               | Agustín Muquita Sánchez    | 12 de octubre | 21:00      | 446          |
| Santa Gema         | 1 - 2                                                                                                  | Árabe Unido            | Agustín Muquita Sánchez    | 13 de octubre | 17:30      | 238          |
| Alianza            | 2 - 1 Archivado el 16 de agosto de 2018 en Wayback Machine.                                            | Atlético Independiente | Luis E. Cascarita Tapia    | 13 de octubre | 18:00      | 230          |
| Universitario      | 0- 4 (enlace roto disponible en Internet Archive; véase el historial, la primera versión y la última). | Tauro                  | Maracaná                   | 13 de octubre | 18:00      | 384          |
| Costa del Este     | 1 - 0 Archivado el 16 de agosto de 2018 en Wayback Machine.                                            | Plaza Amador           | Rommel Fernández Gutiérrez | 14 de octubre | 18:00      | 870          |
| Total de goles: 15 | |                        |                            |               |            |              |

| Jornada 14    | Jornada 14 | Jornada 14  | Jornada 14              | Jornada 14    | Jornada 14 | Jornada 14   |
| Local         | Resultado  | Visitante   | Estadio                 | Fecha         | Hora       | Espectadores |
| ------------- | ---------- | ----------- | ----------------------- | ------------- | ---------- | ------------ |
| San Francisco | 1 - 0      | Alianza FC  | Agustín Muquita Sánchez | 16 de octubre | 20:00      |              |
| Tauro         | 3 - 0      | Santa Gema  | Rommel Fernández        | 16 de octubre | 20:00      |              |
| Sporting      | 1 - 0      | Árabe Unido | Cascarita Tapia         | 16 de octubre | 20:00      |              |

| Jornada 15 | Jornada 15 | Jornada 15 | Jornada 15 | Jornada 15 | Jornada 15 | Jornada 15   |
| Local      | Resultado  | Visitante  | Estadio    | Fecha      | Hora       | Espectadores |
| ---------- | ---------- | ---------- | ---------- | ---------- | ---------- | ------------ |

| Jornada 16 | Jornada 16 | Jornada 16 | Jornada 16 | Jornada 16 | Jornada 16 | Jornada 16   |
| Local      | Resultado  | Visitante  | Estadio    | Fecha      | Hora       | Espectadores |
| ---------- | ---------- | ---------- | ---------- | ---------- | ---------- | ------------ |

| Jornada 17             | Jornada 17 | Jornada 17    | Jornada 17                 | Jornada 17     | Jornada 17 | Jornada 17   |
| Local                  | Resultado  | Visitante     | Estadio                    | Fecha          | Hora       | Espectadores |
| ---------------------- | ---------- | ------------- | -------------------------- | -------------- | ---------- | ------------ |
| Costa del Este         | 0 - 1      | Alianza FC    | Rommel Fernández Gutiérrez | 1 de noviembre | 20:00      |              |
| Atlético Independiente | 1 - 1      | Santa Gema    | Agustín Muquita Sánchez    | 2 de noviembre | 20:00      |              |
| Universitario          | 0 - 1      | San Francisco | Miraflores                 | 3 de noviembre | 20:00      |              |

| Jornada 18 | Jornada 18 | Jornada 18 | Jornada 18 | Jornada 18 | Jornada 18 | Jornada 18   |
| Local      | Resultado  | Visitante  | Estadio    | Fecha      | Hora       | Espectadores |
| ---------- | ---------- | ---------- | ---------- | ---------- | ---------- | ------------ |

## Fase Final
|  | Clasificación a Semifinales | Clasificación a Semifinales | Clasificación a Semifinales |               |   | Semifinales    | Semifinales | Semifinales | Semifinales | Semifinales    |   |  | Final | Final | Final |  |
|  |                             |                             |                             |               |   |                |             |             |             |                |   |  |       |       |       |  |
|  |                             |                             |                             |               |   |                |             |             |             |                |   |  |       |       |       |  |
|  | 4                           | Plaza Amador                | 1                           |               |   |                |             |             |             |                |   |  |       |       |       |  |
|  | 4                           | Plaza Amador                | 1                           |               |   |                |             |             |             |                |   |  |       |       |       |  |
|  | 5                           | San Francisco               | 2                           |               |   |                |             |             |             |                |   |  |       |       |       |  |
|  | 5                           | San Francisco               | 2                           |               | 1 | Costa del Este | 3           | 1           | 4           |                |   |  |       |       |       |  |
|  |                             |                             |                             |               | 1 | Costa del Este | 3           | 1           | 4           |                |   |  |       |       |       |  |
|  |                             |                             | 5                           | San Francisco | 1 | 2              | 3           |             |             |                |   |  |       |       |       |  |
|  |                             |                             | 5                           | San Francisco | 1 | 2              | 3           |             |             |                |   |  |       |       |       |  |
|  |                             |                             |                             |               |   |                |             |             |             |                |   |  |       |       |       |  |
|  |                             |                             |                             |               |   |                |             |             |             |                |   |  |       |       |       |  |
|  |                             |                             |                             |               |   |                |             |             | 1           | Costa del Este | 1 |  |       |       |       |  |
|  |                             |                             |                             |               |   |                |             |             |             |                | 1 |  |       |       |       |  |
|  |                             |                             | 3                           | Tauro         | 2 |                |             |             |             |                |   |  |       |       |       |  |
|  | 3                           | Tauro                       | 3                           | Tauro         | 2 | 1              |             |             |             |                |   |  |       |       |       |  |
|  | 3                           | Tauro                       |                             |               |   |                |             |             |             |                |   |  |       |       |       |  |
|  | 6                           | Alianza                     | 0                           |               |   |                |             |             |             |                |   |  |       |       |       |  |
|  | 6                           | Alianza                     | 0                           |               | 2 | Árabe Unido    | 0           | 1           | 1           |                |   |  |       |       |       |  |
|  |                             |                             |                             |               | 2 | Árabe Unido    | 0           | 1           | 1           |                |   |  |       |       |       |  |
|  |                             |                             | 3                           | Tauro         | 2 | 1              | 3           |             |             |                |   |  |       |       |       |  |
|  |                             |                             | 3                           | Tauro         | 2 | 1              | 3           |             |             |                |   |  |       |       |       |  |
|  |                             |                             |                             |               |   |                |             |             |             |                |   |  |       |       |       |  |
|  |                             |                             |                             |               |   |                |             |             |             |                |   |  |       |       |       |  |
|  |                             |                             |                             |               |   |                |             |             |             |                |   |  |       |       |       |  |
|  |                             |                             |                             |               |   |                |             |             |             |                |   |  |       |       |       |  |

### Play Off
| 14 de noviembre de 2018, 20:00 UTC-6 | Plaza Amador          | 1:2 (0:1) | San Francisco                         | Maracaná, Ciudad de Panamá |                         |
|                                      | - Gasper Murillo 90+' |           | - Guido Rouse 15' - Jhamall Rodríguez | Árbitro(s): Víctor Ríos    | Árbitro(s): Víctor Ríos |

| 14 de noviembre de 2018, 21:00 UTC-6 | Tauro              | 1:0 (0:0) | Alianza | Rommel Fernández, Ciudad de Panamá |                         |
|                                      | - Enrico Small 87' |           |         | Árbitro(s): José Kellys            | Árbitro(s): José Kellys |

### Semifinales

#### Costa del Este FC - San Francisco FC
| Ida; Domingo 18 de noviembre | San Francisco | 1:3 (0:3) | Costa del Este | Agustín Muquita Sánchez, Chorrera |                               |
|                              | E. Sams 50'   |           | E. Sinclair    | Asistencia: 2300 espectadores     | Asistencia: 2300 espectadores |

| Vuelta; Sábado 24 de noviembre | Costa del Este | 1:2 (0:1) | San Francisco                   | Rommel Fernández, Ciudad de Panamá |  |
|                                | E. Sinclair    |           | E. Zorrilla 45+2' · G.Rouse 60' |                                    |  |

#### Deportivo Árabe Unido - Tauro FC
| Ida; Sábado 17 de noviembre | Tauro FC                               | 2:0 (1:0) | Árabe Unido | Rommel Fernández, Ciudad de Panamá |  |
|                             | M. Sánchez 24' · A. Carrasquilla 90+4' |           |             |                                    |  |

| Vuelta; Viernes 11 de mayo | Árabe Unido  | 1:1 (1:0) | Tauro FC   | Armando Dely Valdés, Colón     |                                |
|                            | B. Pérez 15' |           | E. Aguilar | Asistencia: 1 221 espectadores | Asistencia: 1 221 espectadores |
| Gana Tauro (Global: 1-3)   |              |           |            |                                |                                |

### Final

#### Costa del Este FC - Tauro FC
| Final; Sábado 1 de diciembre | Costa del Este FC | 1:2 t. s. (1:1) | Tauro FC                                       | Rommel Fernández Gutiérrez, Ciudad de Panamá |                                |
|                              | E. Aguilar 3'     |                 | E. Aguilar 14' · Jesús González 118' reporte = | Asistencia: 1 221 espectadores               | Asistencia: 1 221 espectadores |
| Gana Tauro 1-2               |                   |                 |                                                |                                              |                                |

## Estadísticas

### Máximos goleadores
Lista con los máximos goleadores de la competencia.
| 1.º                                      | Delantero        | Jair Catuy                | Árabe Unido       | 5 |
| 2.º                                      | Delantero        | Edwin Aguilar             | Tauro Fútbol Club | 4 |
| 2.º                                      | Delantero        | Armando Polo              | Tauro Fútbol Club | 4 |
| Delantero                                | Jhamal Rodríguez | San Francisco Fútbol Club | 1                 |   |
| Delantero                                | Yairo Yau        | Sporting San Miguelito    | 1                 |   |
| Delantero                                | Yair Renteria    | Sporting San Miguelito    | 1                 |   |
| 3.º                                      | Delantero        |                           |                   |   |
| 4.º                                      |                  |                           |                   |   |
| 5.º                                      |                  |                           |                   |   |
|                                          |                  |                           |                   |   |
|                                          |                  |                           |                   |   |
| 6.º                                      |                  |                           |                   |   |
|                                          |                  |                           |                   |   |
|                                          |                  |                           |                   |   |
|                                          |                  |                           |                   |   |
|                                          |                  |                           |                   |   |
| Última actualización:27 de julio de 2018 |                  |                           |                   |   |

### Tripletes o más
| Enrico Small          | Tauro FC      | San Francisco          | 2:3 |  | 22/09/2018 |
| Sergio Moreno         | Universitario | Sporting San Miguelito | 1:3 |  | 23/09/18   |
| Bandera de ?          | Bandera de ?  | Bandera de ?           |     |  |            |
| Última actualización: |               |                        |     |  |            |